# Finale de la Coupe du monde féminine de football de 2023
La finale de la Coupe du monde féminine de football 2023 est le match de football concluant la 9e Coupe du monde féminine, organisée en Australie et en Nouvelle-Zélande. Elle a lieu le 20 août 2023 au Stadium Australia de Sydney, à 20 h (heure locale).

## Contexte
Il s'agit pour l'Espagne et pour l'Angleterre de leur première finale de Coupe du monde,.

## Parcours respectifs
Note : dans les résultats ci-dessous, le score du finaliste est toujours donné en premier.
| Rang | Équipe     | Pts | J | G | N | P | Bp | Bc | Diff |
| ---- | ---------- | --- | - | - | - | - | -- | -- | ---- |
| 1    | Japon      | 9   | 3 | 3 | 0 | 0 | 11 | 0  | +11  |
| 2    | Espagne    | 6   | 3 | 2 | 0 | 1 | 8  | 4  | +4   |
| 3    | Zambie     | 3   | 3 | 1 | 0 | 2 | 3  | 11 | -8   |
| 4    | Costa Rica | 0   | 3 | 0 | 0 | 3 | 1  | 8  | -7   |

| Rang | Équipe     | Pts | J | G | N | P | Bp | Bc | Diff |
| ---- | ---------- | --- | - | - | - | - | -- | -- | ---- |
| 1    | Angleterre | 9   | 3 | 3 | 0 | 0 | 8  | 1  | +7   |
| 2    | Danemark   | 6   | 3 | 2 | 0 | 1 | 3  | 1  | +2   |
| 3    | Chine      | 3   | 3 | 1 | 0 | 2 | 2  | 7  | -5   |
| 4    | Haïti      | 0   | 3 | 0 | 0 | 3 | 0  | 4  | -4   |

## Feuille de match
La finale se déroule le 20 août 2023 au Stadium Australia de Sydney, à 20 h (heure locale).
| Finale                    | Espagne                | 1 - 0   | Angleterre | Stadium Australia, Sydney                   |                                             |
| 20 août 2023 20h00 UTC+10 | ( Mariona) Carmona 29e | (1 - 0) |            | Spectateurs : 75 784 Arbitrage : Tori Penso | Spectateurs : 75 784 Arbitrage : Tori Penso |
| 20 août 2023 20h00 UTC+10 | Rapport                |         |            | Spectateurs : 75 784 Arbitrage : Tori Penso | Spectateurs : 75 784 Arbitrage : Tori Penso |

| Espagne | Angleterre |

| ESPAGNE :      |    |                   |     |     |
|                |    |                   |     |     |
| Gardien de but | 23 | Cata Coll         |     |     |
|                | 02 | Ona Batlle        |     |     |
|                | 04 | Irene Paredes     |     |     |
|                | 14 | Laia Codina       |     | 73e |
|                | 19 | Olga Carmona      |     |     |
|                | 03 | Teresa Abelleira  |     |     |
|                | 06 | Aitana Bonmatí    |     |     |
|                | 10 | Jennifer Hermoso  |     |     |
|                | 17 | Alba Redondo      |     | 60e |
|                | 18 | Salma Paralluelo  | 78e |     |
|                | 08 | Mariona Caldentey |     | 90e |
| Remplaçants :  |    |                   |     |     |
|                | 12 | Oihane Hernández  |     | 60e |
|                | 05 | Ivana Andrés      |     | 73e |
|                | 11 | Alexia Putellas   |     | 90e |
| Entraîneur :   |    |                   |     |     |
| Jorge Vilda    |    |                   |     |     |

| ANGLETERRE :   |    |                 |     |     |
|                |    |                 |     |     |
| Gardien de but | 01 | Mary Earps      |     |     |
|                | 16 | Jess Carter     |     |     |
|                | 06 | Millie Bright   |     |     |
|                | 05 | Alex Greenwood  |     |     |
|                | 02 | Lucy Bronze     |     |     |
|                | 09 | Rachel Daly     |     | 46e |
|                | 08 | Georgia Stanway |     |     |
|                | 04 | Keira Walsh     |     |     |
|                | 10 | Ella Toone      |     | 87e |
|                | 23 | Alessia Russo   |     | 46e |
|                | 11 | Lauren Hemp     | 55e |     |
| Remplaçants :  |    |                 |     |     |
|                | 07 | Lauren James    |     | 46e |
|                | 18 | Chloe Kelly     |     | 46e |
|                | 19 | Bethany England |     | 87e |
| Entraîneur :   |    |                 |     |     |
| Sarina Wiegman |    |                 |     |     |

| Assistants : Brooke Mayo Kathryn Nesbitt Quatrième arbitre : Yoshimi Yamashita Arbitre vidéo : Tatiana Guzmán Assistants arbitre vidéo : Pol van Boekel Ella De Vries Armando Villarreal Joueuse du match : Olga Carmona |

## Déroulement du match
|                        | Espagne | Angleterre |
| Possession du ballon   | 57 %    | 43 %       |
| Passes                 |         |            |
| Tirs                   | 13      | 8          |
| Tirs cadrés            | 5       | 3          |
| Arrêts de la gardienne | 3       | 4          |
| Fautes commises        | 9       | 16         |
| Corners obtenus        | 7       | 3          |
| Hors-jeu               | 0       | 4          |
| Cartons jaunes         | 1       | 1          |
| Cartons rouges         | 0       | 0          |
| Coups francs           |         |            |

## Après-match
L'après-match est marqué par la controverse entourant Luis Rubiales et son baiser forcé à la joueuse Jennifer Hermoso, provoquant de nombreuses réactions en Espagne et dans le monde.
Le 10 septembre, Luis Rubiales annonce finalement qu’il va démissionner de la présidence de la Fédération espagnole de football.